# Jun Marques Davidson
Jun Marques Davidson (Tokio, 7 juni 1983) is een Japans voetballer.

## Carrière
Jun Marques Davidson speelde tussen 2002 en 2011 voor Omiya Ardija, Albirex Niigata, Vissel Kobe, Consadole Sapporo, Carolina RailHawks en Tokushima Vortis. Hij tekende in 2012 bij Vancouver Whitecaps.